# Beatrycze (psychodelik)
Beatrycze, MDO-D, MDOM – organiczny związek chemiczny, pochodna fenyloetyloaminy i amfetaminy, analog metamfetaminy i homolog DOM. Zsyntetyzowana po raz pierwszy przez Alexandra Shulgina, opisana w PiHKAL z minimalnym dawkowaniem 30 mg oraz czasem trwania efektów 6–10 godzin. Związek ten powoduje ogólne uczucie otwartości oraz efekt stymulujący, skutkiem ubocznym często jest biegunka.